# 司法及安全部

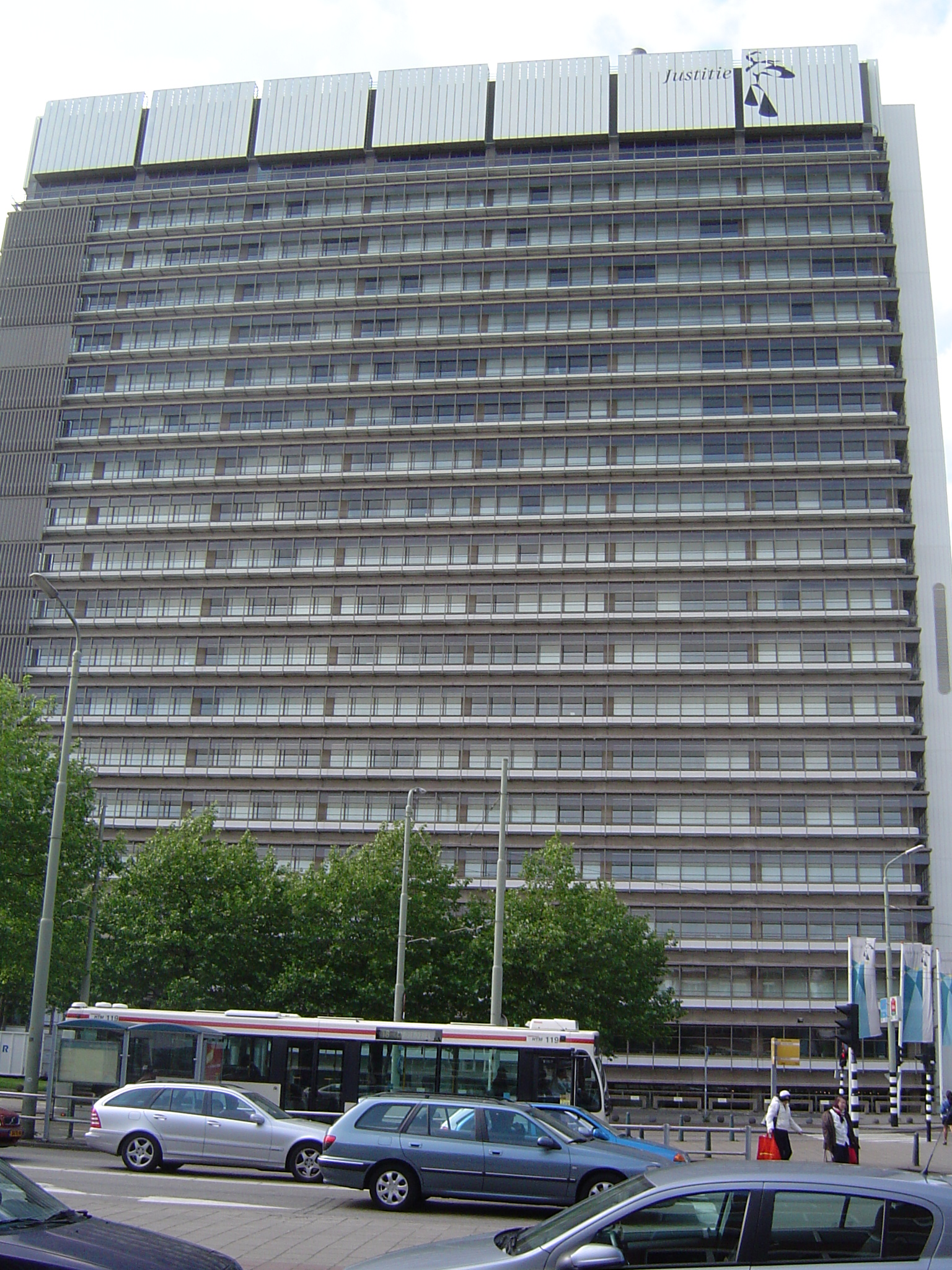
位於海牙的大樓

司法及安全部（荷蘭語：Ministerie van Justitie en Veiligheid）是主掌荷蘭司法的政府部門，由司法大臣擔任部門主官，設有一位國務秘書（Staatssecretaris）協助大臣。該部原名為「司法部」（Ministerie van Justitie），呂特內閣上任後，由於原內政部掌管的部分公共安全職權轉移至司法部，2010年正式改名為安全及司法部。2017年，改名為司法及安全部。

## 職責
司法部的法定責任有:
- 為公民、政府和法院提供可行的立法
- 預防犯罪，以建造一個更安全的社會
- 保護青少年與兒童
- 執行法律，以建造一個更安全的社會
- 提供獨立、可利用、有效的司法行政與法律援助
- 為犯罪的受害者提供協助
- 提供公平、一致、有效的執行處罰與其他法律制裁
- 規範進入荷蘭的移民

另外，也負責反恐政策的協調。
由於司法部與內政及王國關係部共同分擔許多職責，也位在同一棟大樓，
因此有雙子部會之稱。

## 組織
司法部首長為司法大臣與一位國務秘書，30,000名公職人員分布在海牙（本部所在地）及荷蘭各地。司法部與內政及王國事務部位於同一棟大樓。正副秘書長率領整個公職部門，下轄三個總司：
- 立法、國際事務及移民總司（Directoraat-Generaal Wetgeving, Internationale Aangelegenheden en Vreemdelingenzaken）
- 預防、青年及制裁總司（Directoraat-Generaal Preventie, Jeugd en Sancties）
- 司法行政及執法總司（Directoraat-Generaal Rechtspleging en Rechtshandhaving）

檢察長會議（Raad van Procureurs-Generaal）率領整個檢察部門（Openbaar Ministerie），是一個相對獨立的組織，為司法系統的一部分。
荷蘭法醫研究所（Nederlands Forensisch Instituut）是司法行政及執法總署底下的自治部門。

## 外部連結
- 司法及安全部 （页面存档备份，存于）